# Хюттенбреннер, Ансельм
Ансельм Хюттенбреннер (нем. Anselm Hüttenbrenner; 13 октября 1794[…], Грац — 5 июня 1868, Грац) — австрийский композитор, пианист, музыкальный критик.

## Биография
Сын богатого землевладельца. После окончания Венского императорского королевского конвикта — интерната для придворных певчих — изучал право в университете Граца, со студенческих лет стал сочинять музыку.
Был известен как талантливый пианист, по совету графа Морица фон Фриса, Хюттенбреннер в 1815 в отправился в Вену, чтобы брать уроки композиции у Антонио Сальери. Был другом Франца Шуберта.

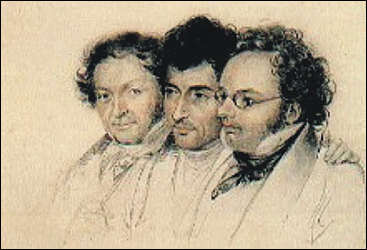
Трое друзей (Иоганн Батист Енгер, Ансельм Хюттенбреннер и Франц Шуберт). Литография Й. Тельчера, 1827

Музыкальным произведениям А. Хюттенбреннера Франц Шуберт давал высокую оценку. Хюттенбреннер владел некоторыми его рукописями, в том числе, рукописью «Неоконченной симфонии», которая до 1865 г. остававшуюся неизвестной; её у Хюттенбреннера обнаружил венский дирижёр Иоганн Хербек, впервые исполнивший симфонию в концерте венского Общества любителей музыки 17 декабря 1865 года.
Был в числе 50 композиторов-участников музыкального благотворительного проекта, инициированного композитором и издателем Антоном Диабелли в 1819. Среди откликнувшихся на предложение Диабелли, были, в частности, Франц Шуберт, Карл Черни, Иоганн Непомук Гуммель, Фридрих Калькбреннер, Конрадин Крейцер, Игнац Мошелес, Франц Ксавер Моцарт, Симон Зехтер, Ян Вацлав Воржишек, Дионис Вебер, Вацлав Томашек, Иоганн Петер Пиксис, Иоганн Баптист Шенк, Карл Мария Боклет, Антон Хальм, Игнац Ассмайер, Иеронимус Пайер и др.
С 1824 по 1839 год руководил Музыкальным обществом Граца (ныне Университет музыки и театра Граца).

## Творчество
А. Хюттенбреннер — автор 4 опер; 6 симфоний для оркестра, 10 увертюр, камерных произведений, 24 фуг и других пьес для фортепиано. Ему принадлежат также 3 реквиема, 9 месс, около 300 мужских квартетов и свыше 200 песен.